# بی‌اس‌ای موتورسایکلز
بی‌اس‌ای موتورسایکلز (انگلیسی: BSA motorcycles) شرکت موتورسیکلت‌سازی بریتانیایی است، که در سال ۱۸۶۱ تأسیس شد.